# قلعه لالباغ

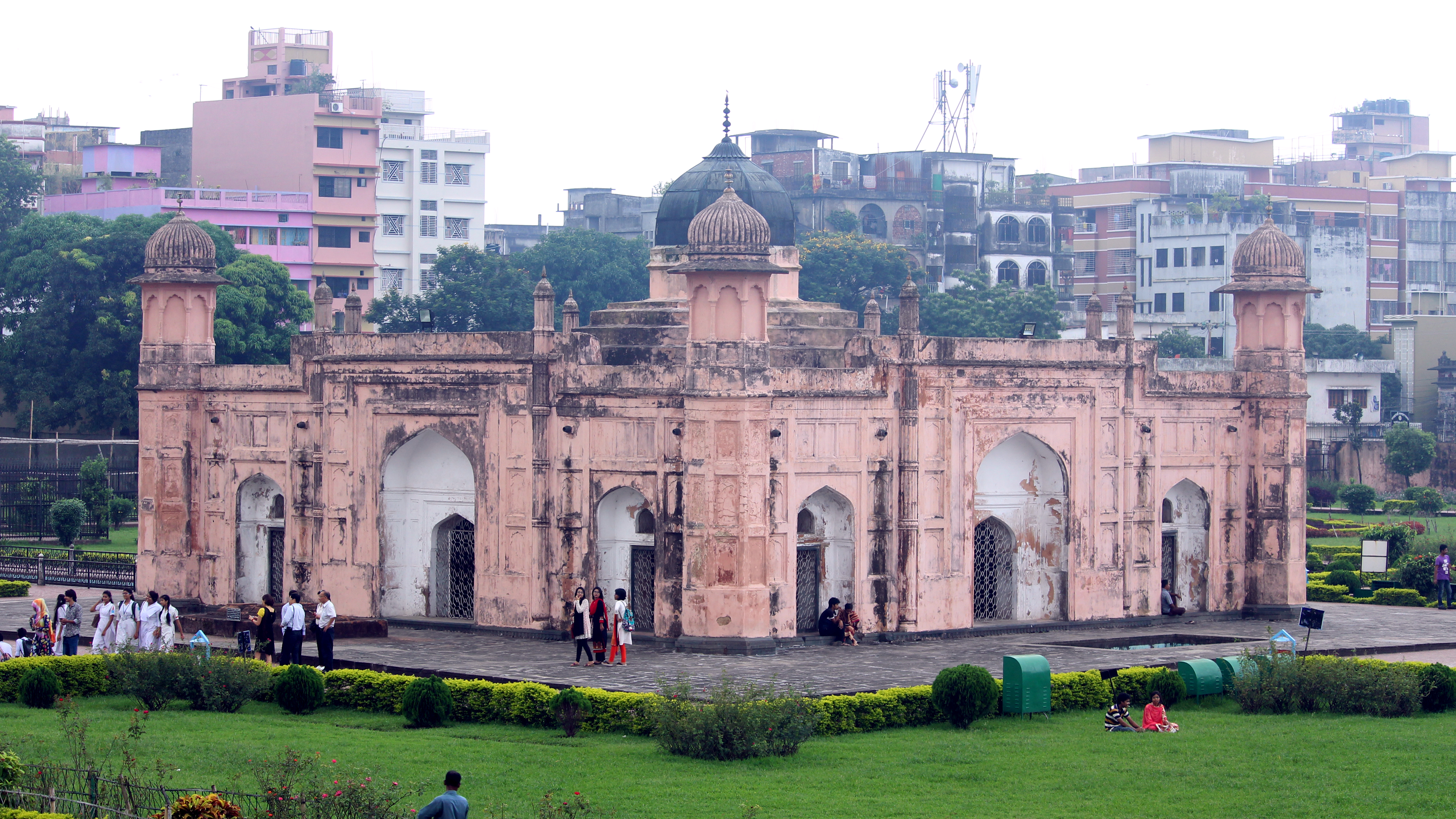
مقبره بی‌بی پاری

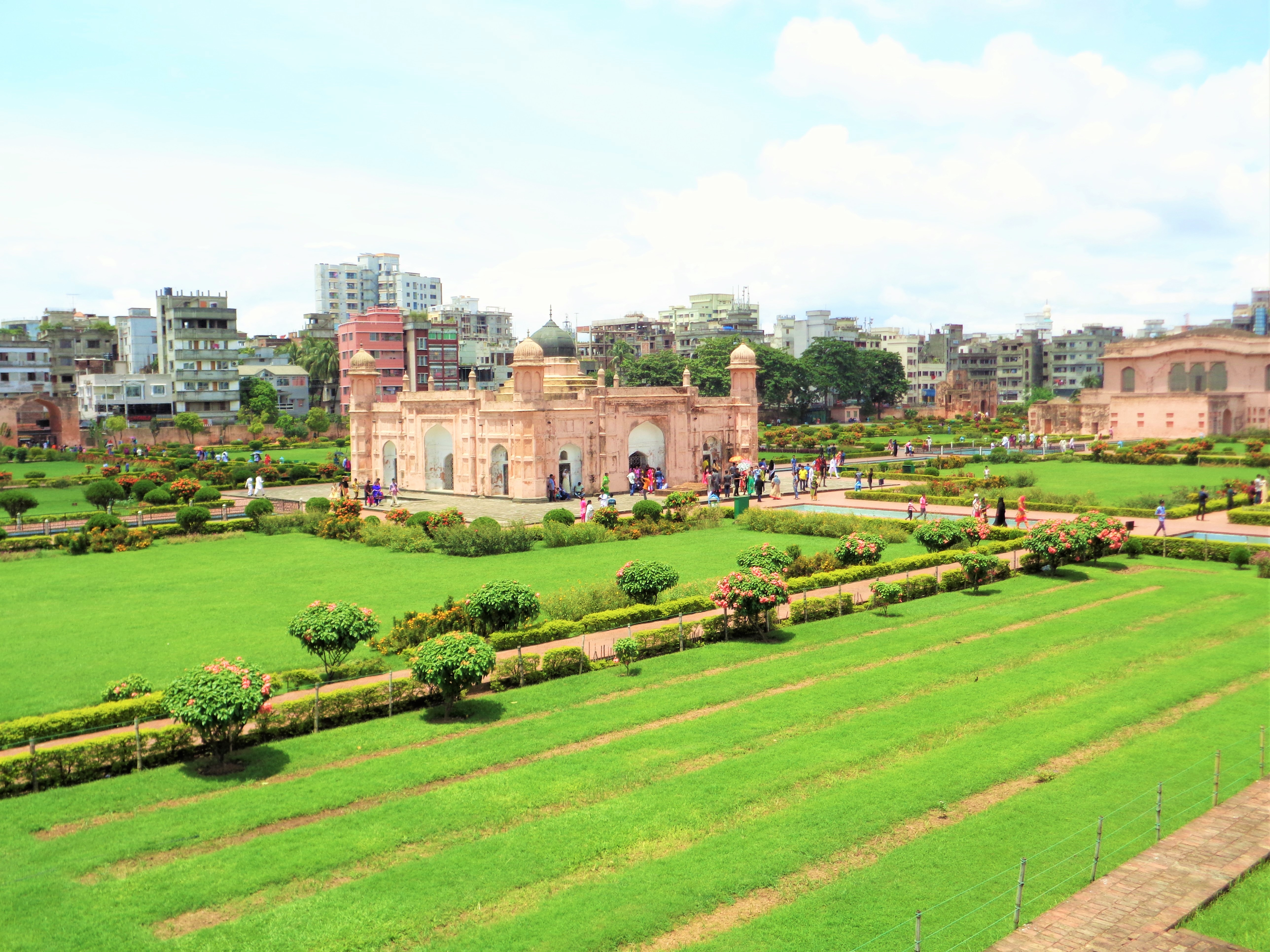
آرامگاه و خانه فرماندار

قلعه لالباغ (انگلیسی: Lalbagh Fort) یک قلعه ناتمام امپراتوری گورکانی هند است که قدمت آن به قرن هفدهم میلادی می‌رسد و واقع در بخش قدیمی و جنوب غربی شهر داکا در کنار رود بوری‌گانگا قرار دارد.

## تاریخچه
پس از پیروزی اکبر کبیر در سال ۱۵۷۵ میلادی، بنگال یکی از استانهای حکومت مغول به‌شمار آمد و در سال ۱۶۰۸ میلادی شهر داکا به جای راج‌محل تا سال ۱۷۱۷ میلادی پایتخت آن شد. در این دوره داکا با رونق و توسعه مواجه شد. به لحاظ معماری بناهای زیادی ساخته شدند (کاخها، مساجد، مقبره‌ها و قلعه‌ها). متأسفانه تعداد کمی از آنها در روزگار ما باقی مانده‌اند. یکی از آنها قلعه لالباغ است.
این قلعه توسط شاهزاده محمد اعظم، پسر حاکم مغول اورنگ‌زیب در سال ۱۶۷۸ میلادی بنا شد. قبل از اینکه قلعه تکمیل شود، جانشین او، نواب شایسته خان ساختمان این قلعه را ادامه داد و گویا در زمان مرگ دخترش ایراندخت که به خاطر زیبایی‌اش ملقب به بی‌بی‌پاری بود، آن را متوقف کرد.
این قلعه محل سکونت شایسته‌خان بود و به عنوان زندان نیز مورد استفاده قرار گرفت.

## طرح قلعه
ما تا مدتها فقط به سه بنای این قلعه آشنایی داشتیم:
- مسجد
- مقبره بی‌بی پاری
- دیوانیه عام، شامل دو ورودی و دیواری که بخشی از آن فرو ریخته

در هفت هکتار زمین این قلعه اکتشافات باستان‌شناسی، ۲۶ الی ۲۷ ساختار ساختمانی دیگر را آشکار کرد، که مشخصا شامل کانالهای آب‌رسانی، باغهای معلق و آبشارها می‌شدند. نوسازیهای به عمل آمده توسط اداره باستان‌شناسی این قلعه را تبدیل به محل بازدید جذابی برای گردشگران کرده‌است.

## ورودیها
دو دروازه بزرگ در منتهی‌الیه شمال شرقی و جنوب شرقی قلعه وجود دارد که این گمانه را تقویت می‌کند که قلعه ۱۰۸۲ پا به سمت شرق گسترش یافته. دروازه‌ها باید در وسط قلعه بوده باشند.
به غیر از این دو دروازه ورودی، دروازه سومی هم در شمال قلعه هست که همین دروازه امروزه به عنوان در ورودی برای گردشگران مورد استفاده قرار می‌گیرد.

## نگارخانه

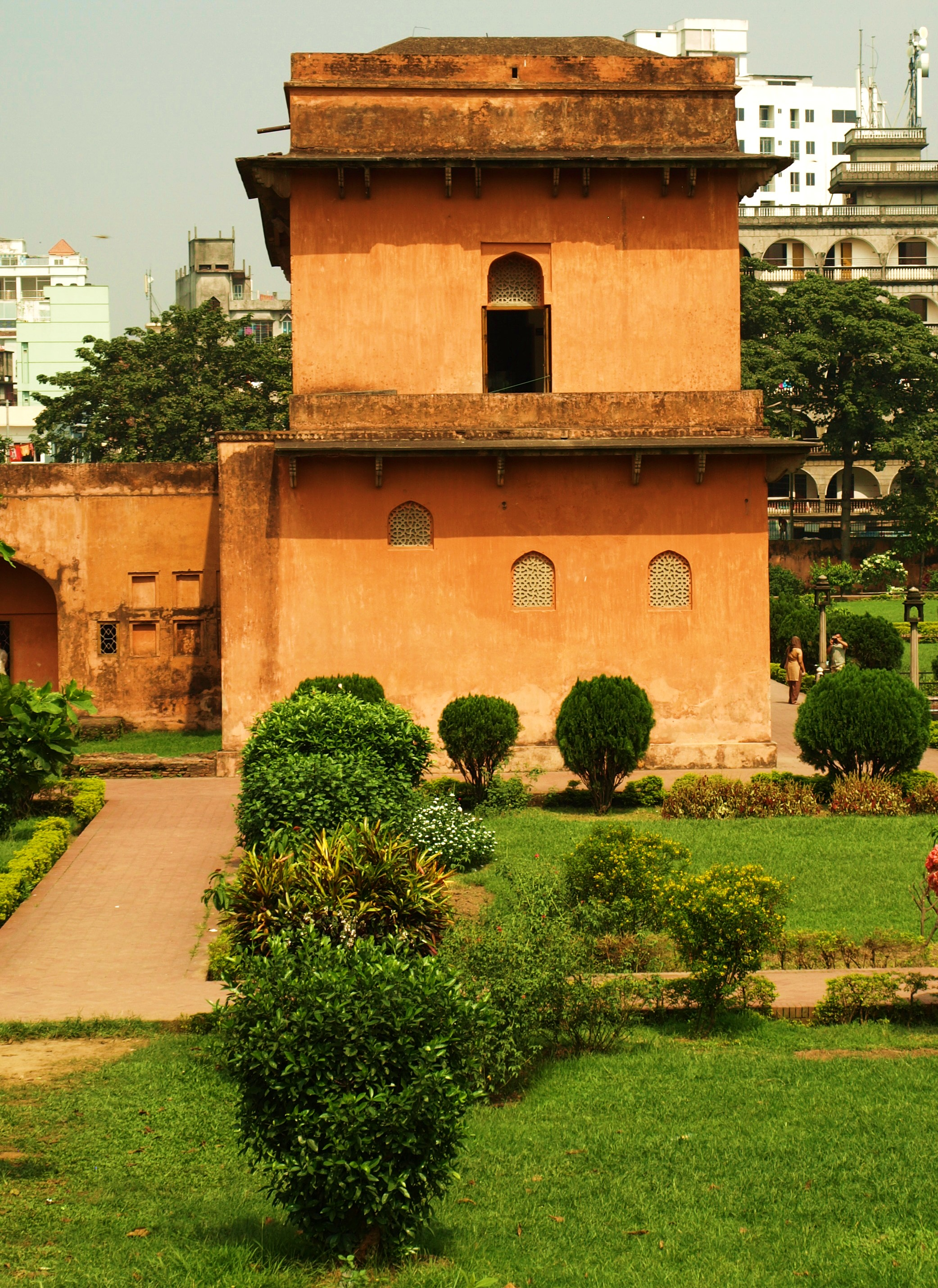
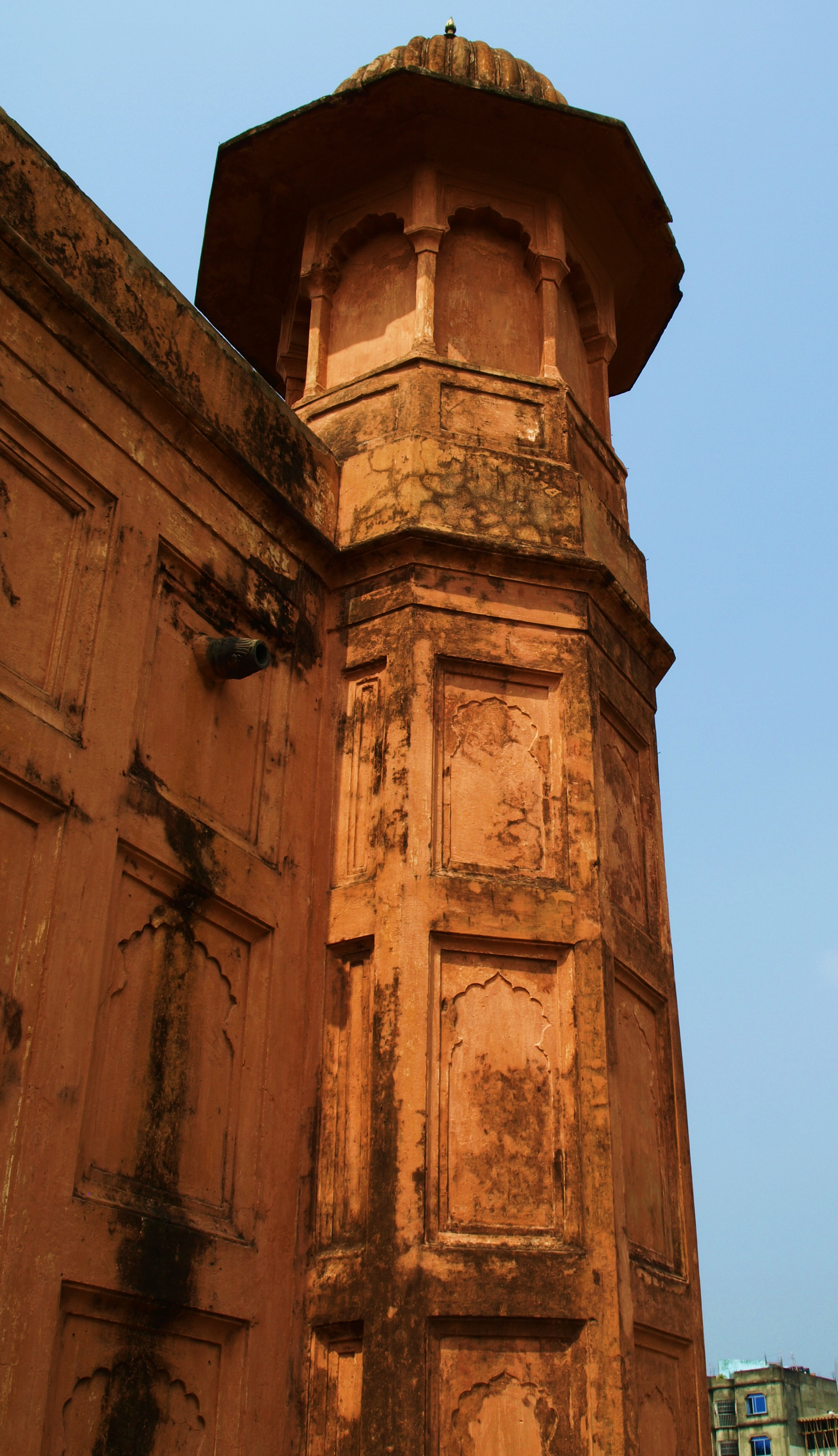
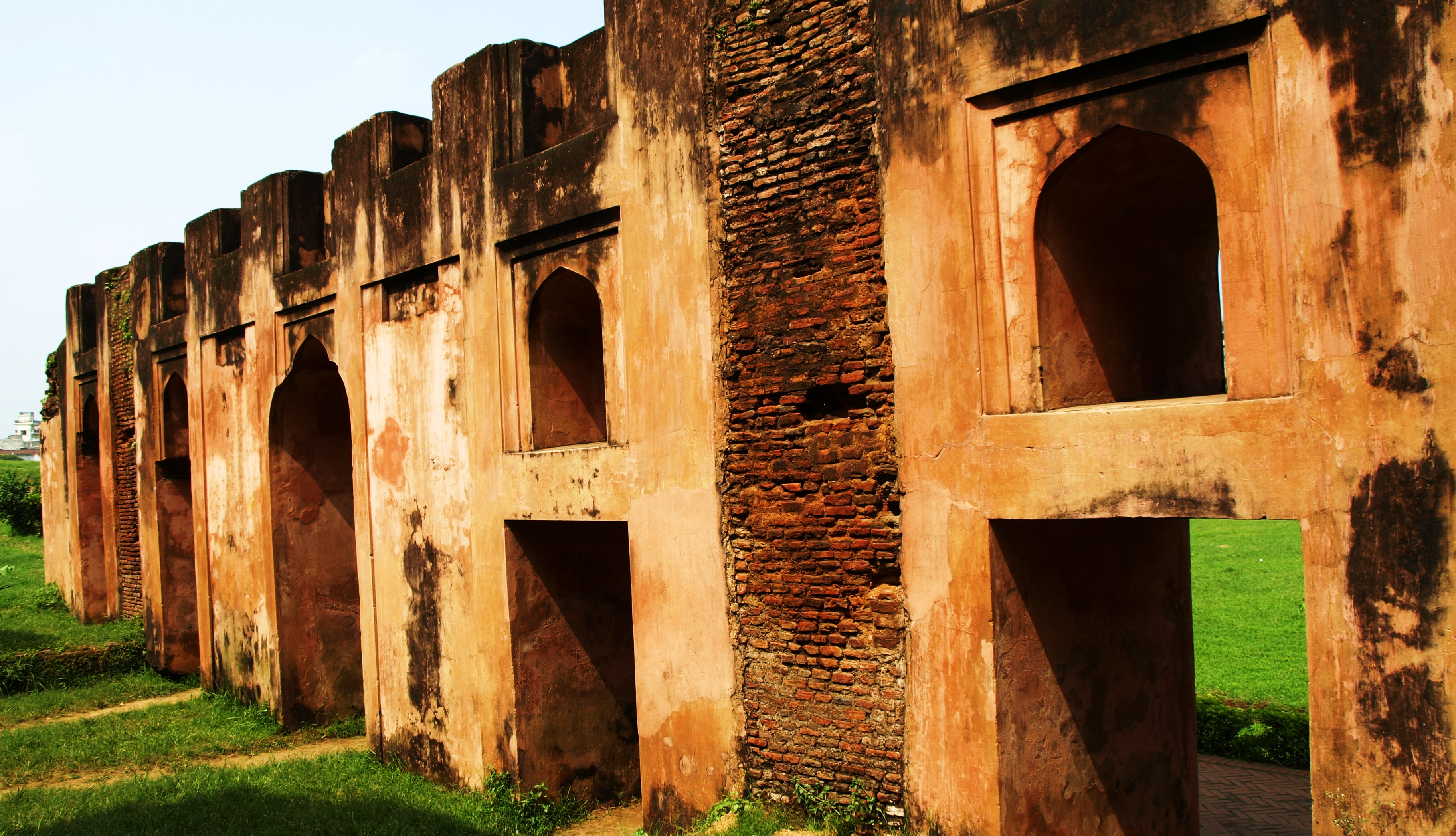
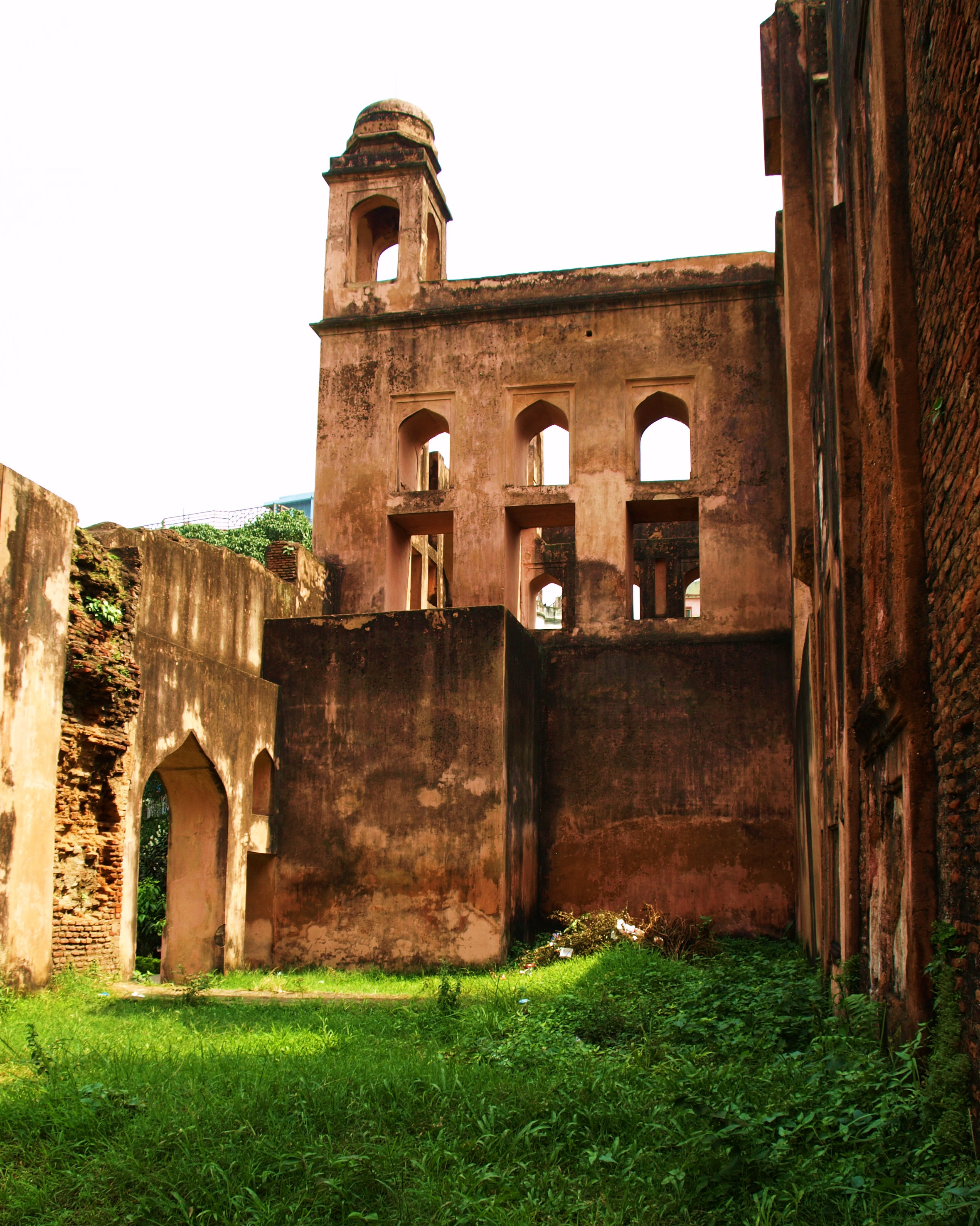
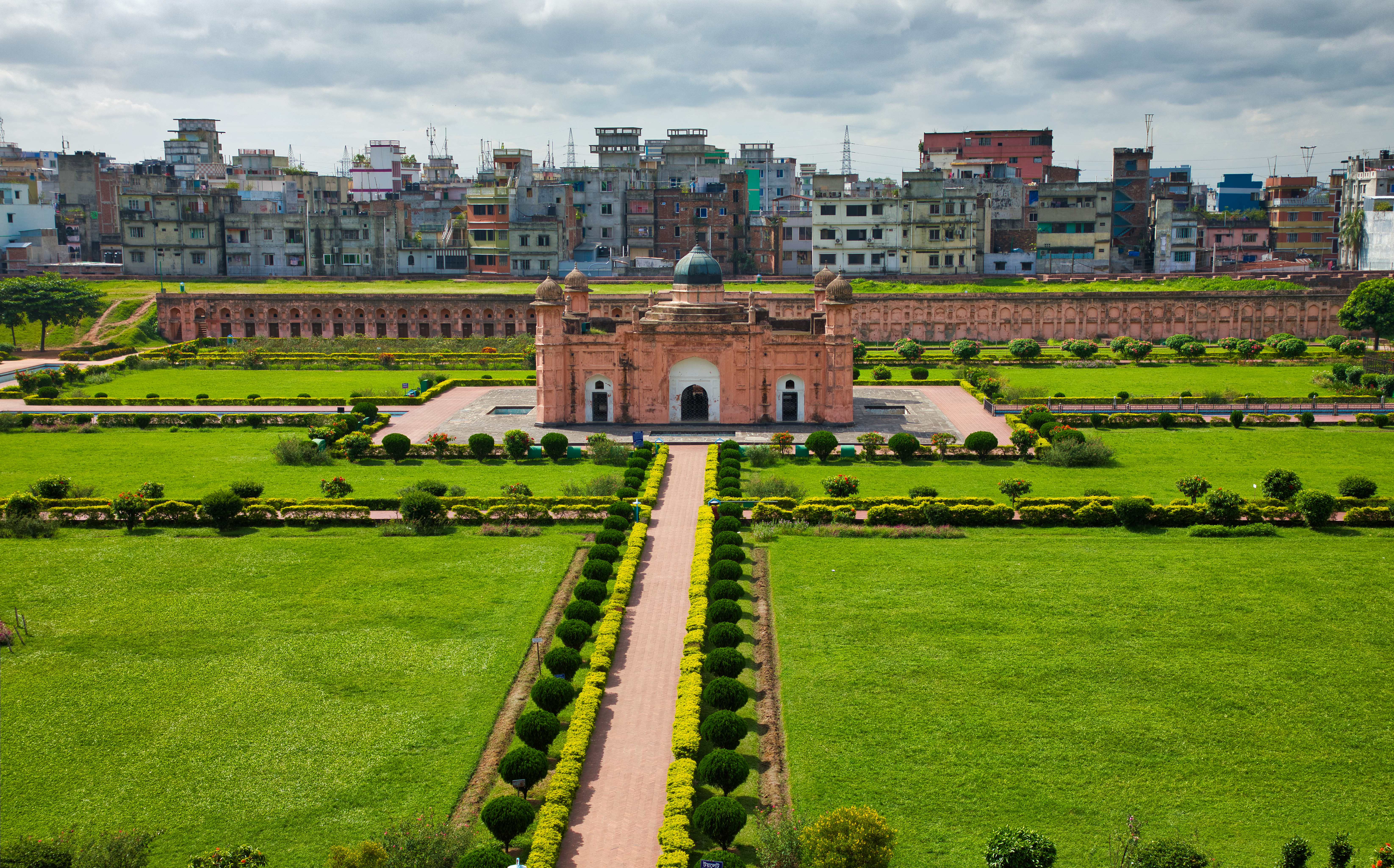

## مقبره بی‌بی پاری
مقبره بی‌بی پاری در بخش میانی قلعه قرار دارد و مهمترین بنای قلعه به‌شمار می‌رود. در این مقبره هشت اتاق دور یک اتاق میانی چیده شده‌اند که جسد بی‌بی پاری که نامزد اعظم هم بود در آن قرار دارد. اتاق میانی دارای سقفی گنبدی شکل تقریباً هشت ضلعی است.

## نگارخانه تاریخی

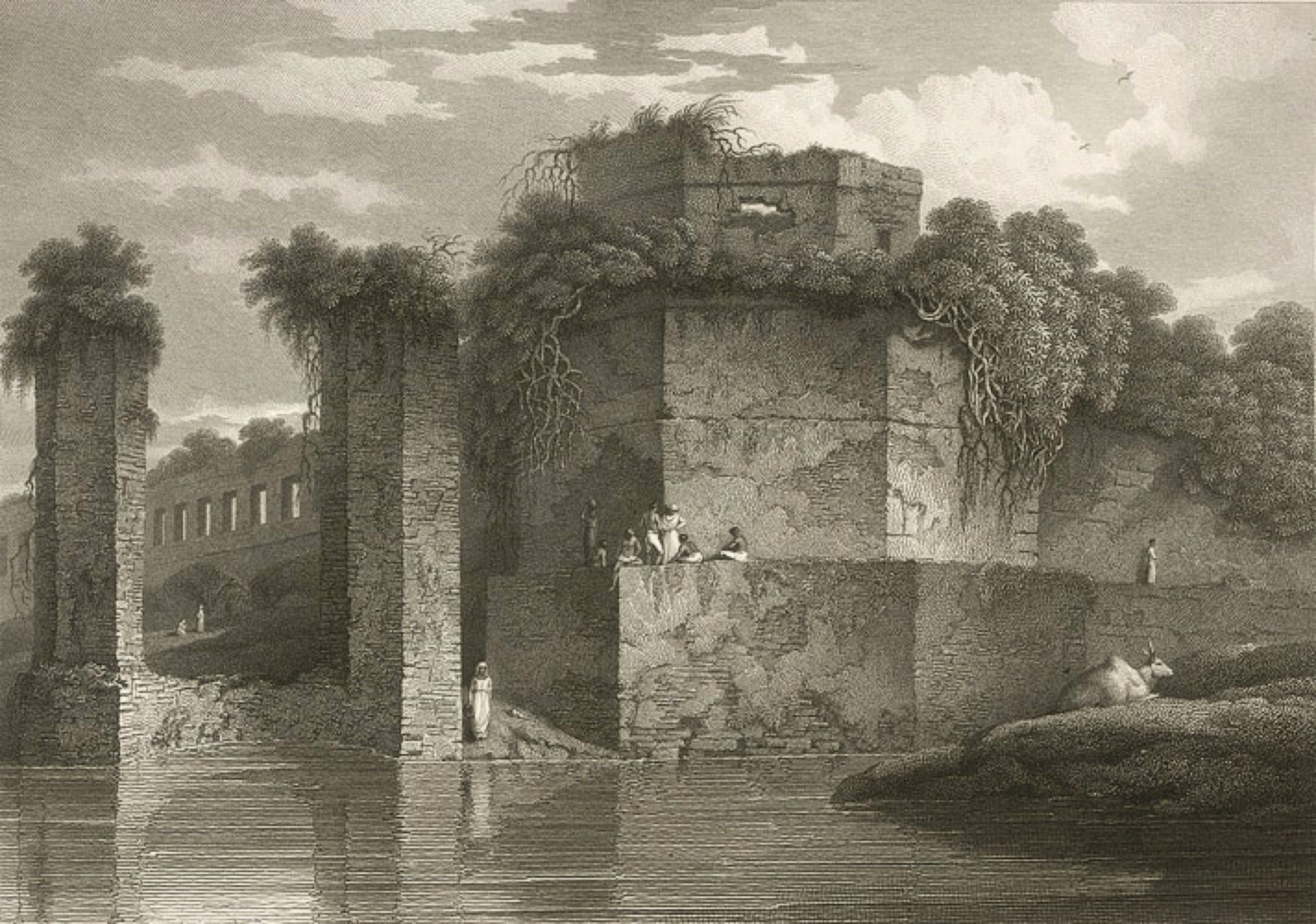
1814 - نقاشی قلعه توسط چارلز اویلی
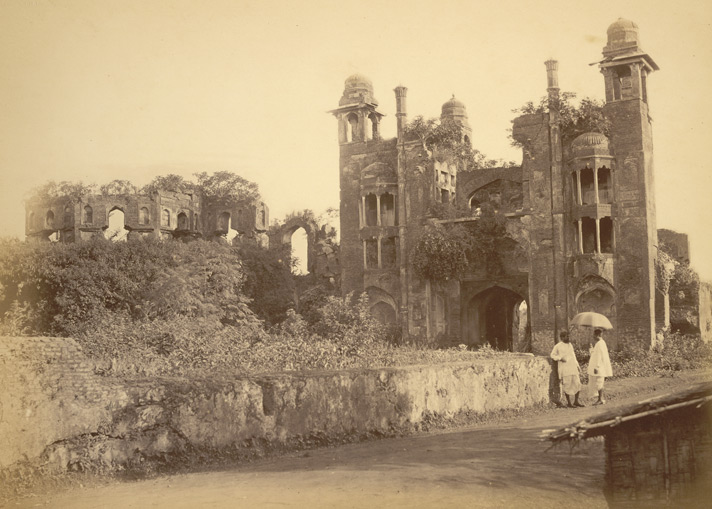
1875 تصویری از منظر جنوبی درب
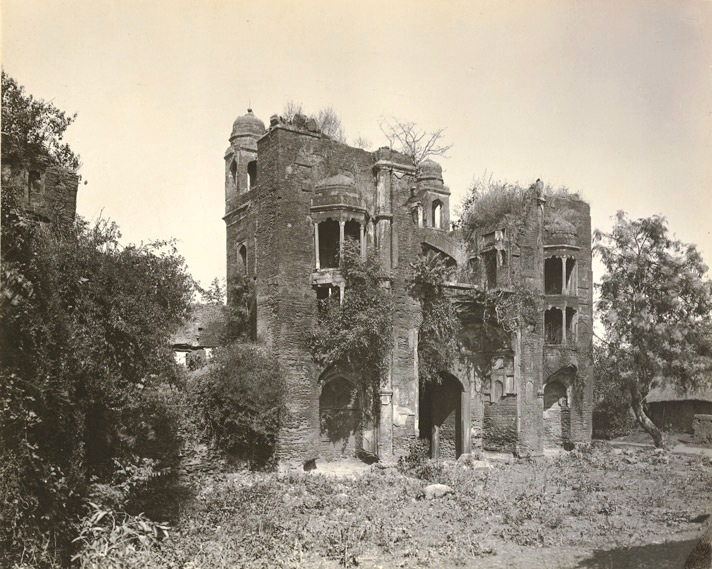
تصویر دروازه جنوبی که توسط فریتز کپ در سال ۱۹۰۴ گرفته شده‌است